# Туи-канокуполу
Туи-канокуполу (Tuʻi Kanokupolu) — правители Тонга с начала XVII века по настоящее время. Король Тонга Джордж Тупоу I стал в 1875 году 19-м туи-канокуполу.
В первой половине XVII века реальную власть на Тонга, отстранив туи-хаатакалауа, захватили правители, носившие титул туи-канокуполу (что-то вроде военного министра). А в начале XVIII века правивший тогда туи-канокуполу даже ликвидировал должность туи-хаатакалауа.
| Туи-канокуполу             | Годы правления |
| -------------------------- | -------------- |
| Нгата                      | ок. 1620       |
| Ата-матаила                |                |
| Матаэле-туа-пико           |                |
| Матаэле-хаамеа             |                |
| Маафуо                     |                |
| Тупоу-мохеофо              |                |
| Тупоу-вагуи                | ок. 1777       |
| Туи Халафатаи              |                |
| Тупоу-лахисии              | ок. 1780—1790  |
| Мумуи                      | 1790 — 1797    |
| Финау Тукуахо              | 1797 — 1799    |
| Маафу-лимолуа              | 1799           |
| Тупоу-малохи               | 1799 — 1809    |
| Тупоу-тоа                  | 1809 — 1820    |
| Алеа-мотуа (Джосайя Тупоу) | 1820 — 1845    |
| Тауфаахоу (Джордж Тупоу)   | 1845 — 1893    |

В 1865 году умер, не оставив наследников, последний туи-тонга, и туи-канокуполу Тауфаахоу был провозглашён королём Тонга под именем Джордж Тупоу I (список королей Тонга — в основной статье).